# Paratheria (mamíferos)

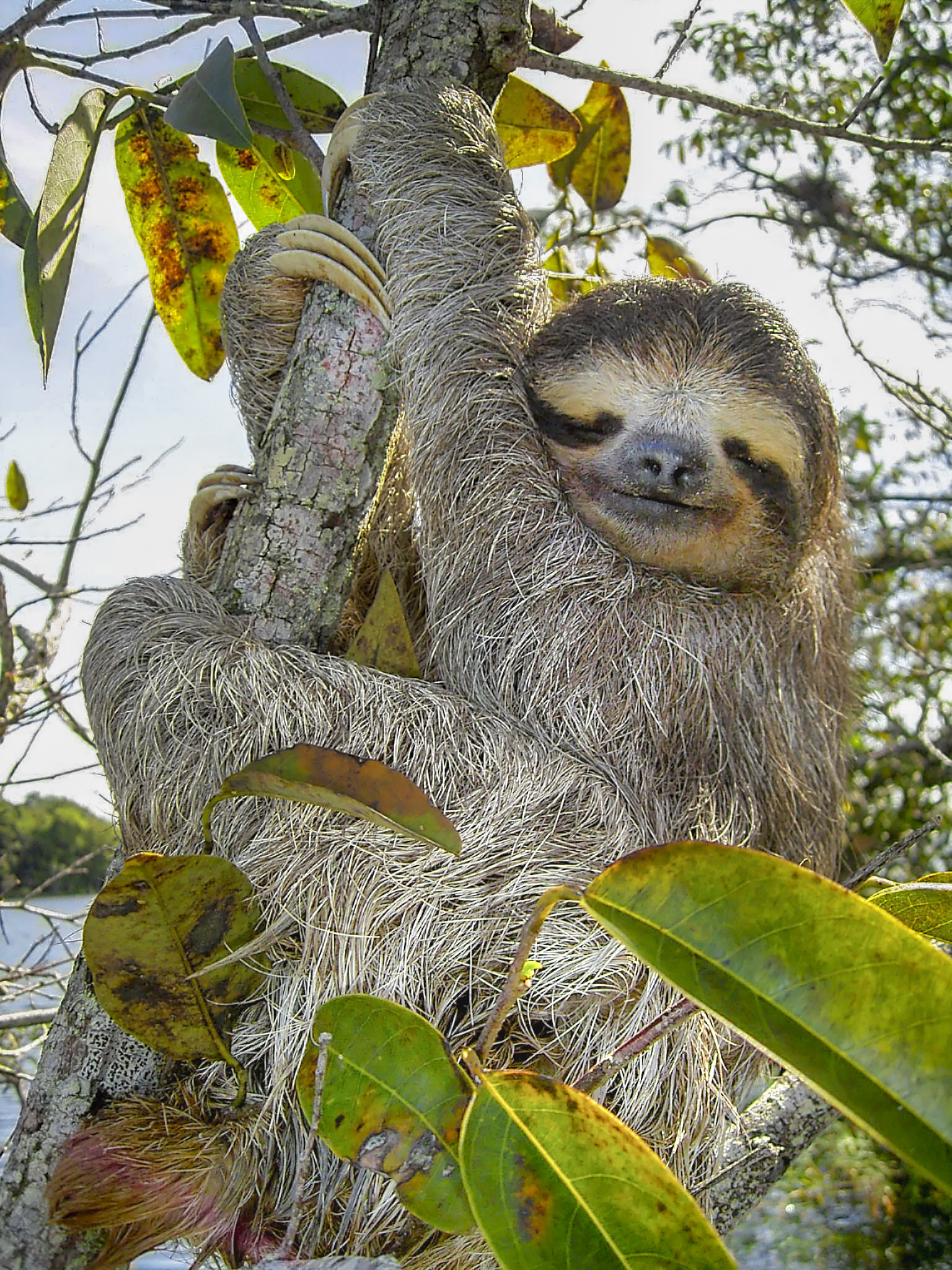
O termo "Paratheria" foi proposto devido à hipótese de que os edentados, como este bicho-preguiça de garganta marrom (Bradypus variegatus), são distintos de outros mamíferos placentários.

Paratheria é um termo obsoleto para um grupo taxonômico que incluía os mamíferos xenartros (preguiças, tamanduás e tatus) e outros grupos considerados relacionados a eles. Foi proposto por Oldfield Thomas em 1887 para separar as preguiças, tamanduás, tatus e pangolims, geralmente classificados como placentários, dos mamíferos marsupiais e placentários, uma organização que recebeu pouco apoio de outros pesquisadores. Quando dentes de mamíferos gondwanateres extintos foram descobertos na Argentina na década de 1980, pensou-se que fossem relacionados aos xenartros, o que trouxe nova atenção à hipótese de que os xenartros não seriam placentários. No entanto, no início da década de 1990, demonstrou-se que os gondwanateres não tinham relação com os xenartros, e os xenartros continuam sendo considerados placentários.

## História
O termo "Paratheria" foi criado pelo mamalogista britânico Oldfield Thomas em 1887, em uma revisão sobre o desenvolvimento dentário em mamíferos. Ele observou que os "Edentata" eram particularmente distintos. Nesse grupo, incluiu as preguiças, tamanduás e tatus, que ainda são agrupados como Xenarthra, além dos pangolims e do porco-formigueiro. Segundo Thomas, os dentes dos edentados derivariam de um estágio muito inicial da evolução dentária dos mamíferos. Assim, ele sugeriu que deveriam formar um grupo separado dos outros grandes grupos de mamíferos, para os quais Thomas Huxley havia introduzido os termos Eutheria (placentários) e Metatheria (marsupiais). Para esse novo grupo, propôs o nome Paratheria, "para indicar sua posição ao lado, mas separada, dos outros mamíferos" (o prefixo grego παρά, para, significa "ao lado"). Thomas incluiu outro mamífero entre os edentados, o porco-formigueiro; no entanto, ele não conseguiu fornecer um cenário satisfatório para a origem de sua dentição única, que só pôde comparar com a de alguns peixes. A organização de Thomas foi antecipada pela classificação de Henri Marie Ducrotay de Blainville em 1839; ele colocou os edentados (exceto a preguiça Bradypus, que considerava um primata) como uma divisão principal, os Maldentés ("mal dentados"). Esse grupo era considerado distinto dos outros monodelfos (placentários), os Bien dentés ("bem dentados"). Da mesma forma, Paul Gervais propôs em 1855 que os edentados deveriam ser colocados em uma subclasse separada de mamíferos.
A hipótese de Thomas recebeu pouco apoio ou atenção nos anos seguintes. Em 1893, Henry Fairfield Osborn observou que novos estudos sobre os dentes dos edentados indicavam que eles não eram tão distintos quanto Thomas pensava. William Berryman Scott, no entanto, classificou Paratheria como uma subclasse separada em 1904, embora aparentemente não seguisse as teorias de Thomas sobre a origem dos dentes dos edentados. Em 1910, William King Gregory [en] revisou as inter-relações dos mamíferos e colocou os edentados entre outros placentários, embora tenha usado "Paratheria" como um nome alternativo para seu superordem Edentata, que incluía Xenarthra e, provisoriamente, Pholidota (pangolins), Tubulidentata e os fósseis Taeniodonta [en]. Em 1976, Eli Minkoff também usou "Paratheria" para uma superordem placentária que incluía Edentata (para preguiças, tatus e tamanduás) e Pholidota.
A hipótese de Paratheria teve um breve renascimento quando dentes incomuns e de coroa alta começaram a aparecer nos registros fósseis do Cretáceo e Paleoceno da Argentina. Em 1984, Sudamerica ameghinoi [en], do Paleoceno da Argentina, foi atribuído aos Xenarthra dentro de Paratheria, classificado como uma coorte (uma classificação taxonômica [en] entre infraclasse e superordem). Dois anos depois, José Bonaparte nomeou Gondwanatherium patagonicum [en] do Cretáceo Superior da Argentina, que ele pensava estar relacionado ao Sudamerica, e o atribuiu provisoriamente a Paratheria, agora classificada como uma infraclasse. Bonaparte descreveu um animal relacionado adicional, Vucetichia gracilis, do Cretáceo Superior argentino em 1990; nessa época, ele o classificou na ordem Gondwanatheria, que foi provisoriamente atribuída à infraclasse Paratheria. Bonaparte argumentou contra a visão de George Gaylord Simpson de 1931 de que os xenartros derivam dos Palaeanodonta [en] terciários da América do Norte, sugxerindo, em vez disso, que os xenartros, e talvez os pangolins, se separaram dos euterianos (placentários e seus parentes extintos) já no Cretáceo Inferior e derivaram de algum "pantotério [en]" inicial (um agrupamento agora abandonado de mamíferos primitivos, incluindo dryolestoides [en], entre outros).

No entanto, o próprio Bonaparte abandonou a relação proposta entre xenartros e gondwanateres em 1993. Em vez disso, os gondwanateres foram relacionados a outro animal do Cretáceo Superior argentino, Ferugliotherium (que se revelou indistinguível de Vucetichia), e, por meio dele, aos multituberculados. A relação entre multituberculados e gondwanateres posteriormente tornou-se controversa, mas eles não são mais considerados relacionados aos xenartros. Em 1996, "poucos, se algum, sistematistas duvidariam das afinidades euterianas dos xenartros" e dados de filogenética molecular também apoiaram a colocação dos Xenarthra entre os placentários como um dos quatro clados principais. O nome "Paratheria" não é mais utilizado.